# Hydroptila trilobata
Hydroptila trilobata är en nattsländeart som beskrevs av Jacquemart 1965. Hydroptila trilobata ingår i släktet Hydroptila och familjen smånattsländor. Inga underarter finns listade i Catalogue of Life.